# Hildebrandt-frankolin
A Hildebrandt-frankolin (Pternistis hildebrandti) a madarak osztályának tyúkalakúak (Galliformes) rendjébe a fácánfélék (Phasianidae) családjába  és a fogolyformák (Perdicinae) alcsaládjába tartozó faj.
A magyar név forrással nincs megerősítve, lehet, hogy az angol név tükörfordítása (Hildebrandt's Francolin).

## Rendszerezés
Egyes rendszerbesorolások a Francolinus nemhez sorolják  Francolinus hildebrandti néven.

## Előfordulása
Burundi, a Kongói Demokratikus Köztársaság, Kenya, Malawi, Mozambik, Ruanda, Tanzánia és Zambia területén honos. A természetes élőhelye a sűrű bokrosok, fás részek, erdő szélék és sziklás helyek 1000 méter felett.

## Alfajai
- Pternistis hildebrandti altumi Fischer & Reichenow, 1884
- Pternistis hildebrandti hildebrandti Cabanis, 1878
- Pternistis hildebrandti johnstoni Shelley, 1894

## Megjelenése
Testhossza 30-34 centiméter.

## Életmódja
Magvakkal, gumókkal, rovarokkal és azok lárváival táplálkozik.

## Külső hivatkozás
- Képek az interneten a fajról
- Internet Bird Collection - videók a fajról